# Rogoźnica (województwo lubelskie)
Rogoźnica – wieś w Polsce położona w województwie lubelskim, w powiecie bialskim, w gminie Międzyrzec Podlaski.
Wieś była własnością starosty guzowskiego i nowomiejskiego Stanisława Opalińskiego, leżała w województwie podlaskim w 1673 roku. Wieś magnacka położona była w końcu XVIII wieku w hrabstwie bialskim w powiecie brzeskolitewskim województwa brzeskolitewskiego. W latach 1975–1998 miejscowość położona była w województwie bialskopodlaskim.
Wieś jest sołectwem w gminie Międzyrzec Podlaski. Według Narodowego Spisu Powszechnego z roku 2011 wieś liczyła 500 mieszkańców.

## Części wsi
| SIMC    | Nazwa        | Rodzaj                          |
| ------- | ------------ | ------------------------------- |
| 0016076 | Dubicz       | część wsi                       |
| 0016082 | Grudy        | część wsi                       |
| 0016099 | Podrogoźnica | część wsi (zniesiona w 2023 r.) |

29 sierpnia 1831 roku w okolicach Rogoźnicy miała miejsce zwycięska dla powstańców bitwa.

## Zabytki
- zespół dworski z XIX w. (dwór, stodoła, pozostałości parku krajobrazowego)